# Mário de Alencastro Caiado
Mário de Alencastro Caiado (Goiás, Goyaz, Império do Brasil 16 de dezembro de 1876 — Goiânia, 1948) foi um magistrado, jornalista e político brasileiro. Assim como seu primo Antônio Ramos Caiado, também era neto do senador Antônio José Caiado, o pai da sua mãe Maria de Alencastro Caiado.
Exerceu o cargo de senador por Goiás entre 1935 e 1937.

## Primeiros anos
Mário de Alencastro Caiado nasceu em 16 de dezembro de 1876, sendo membro de uma longeva família política da sua província, a família Caiado.

## Carreira jurídica
Filho de Luís José Caiado, de tradicional família goiana, e de Maria de Alencastro Caiado, bacharelou-se em Direito em 1905 na Faculdade de Direito do seu estado. Em 1907 foi um dos fundadores do Partido Republicano (PR) de Goiás e de seu órgão de divulgação, A Voz do Povo.
Em 1908, foi nomeado juiz de direito da comarca de Pouso Alto, atual Piracanjuba. Foi chefe de polícia do estado nos governos de Urbano de Gouveia (1911 — 1912), Salatiel Simões de Lima (1914 — 1915) e João Alves de Castro (1918 — 1919).
Em 1927, ao lado de outros magistrados, se opôs ao governo, que pretendia limitar a autonomia do Poder Judiciário.

## Carreira política
Em 1929, aproximou-se da Aliança Liberal e passou a apoiar a candidatura de Getúlio Vargas à Presidência da República. O jornal A Voz do Povo teve atuação relevante na campanha no estado, levando Caiado a sofrer perseguição do governo federal, inclusive tendo sido processado com base na lei de imprensa da época.
Com a vitória da revolução, integrou juntamente com Francisco Emílio Póvoa e Pedro Ludovico Teixeira a junta governativa do estado entre 27 de outubro e 23 de novembro de 1930, quando Pedro Ludovico foi nomeado interventor.
Foi secretário do interior e secretário geral do estado, exercendo interinamente as funções de interventor nas viagens do titular.
Em maio de 1933, foi eleito deputado federal, integrando a Assembleia Nacional Constituinte pelo Partido Social Republicano (PSR) de Goiás, assumindo a cadeira em novembro. Na Câmara dos Deputados, foi líder da bancada goiana e em abril de 1935, foi eleito indiretamente senador pela Assembleia Constituinte de Goiás. Em 1937, foi um dos apoiadores da candidatura de José Américo de Almeida à Presidência da República, viajando até o Distrito Federal do Brasil, para representar o PSR nas campanhas de José Américo.

Com o golpe do Estado Novo, encerrou sua carreira política, vindo a falecer em Goiânia no ano de 1948.